# Блокада Учана
Блокада Учана (кит. 武昌战役) — одна из военных операций, проводившихся гоминьдановской Национально-революционной армией в сентябре-октябре 1926 года во время Северного похода.
В июле 1926 года начался Северный поход гоминьдановской Национально-революционной армии (НРА), целью которого было изгнание милитаристов и объединение Китая. Уже к концу августа вся провинция Хунань была очищена от войск У Пэйфу. НРА стремительно двигалась с юга к одному из крупнейших экономических центров страны трёхградья Ухань — Учану. Наступление Национально-революционной армии проходило в самое жаркое время года; свирепствовала холера, унесшая много людей в войсках. Болезнь охватила до 50% личного состава 6, 2 и 3-го корпусов.

## Бои на подступах

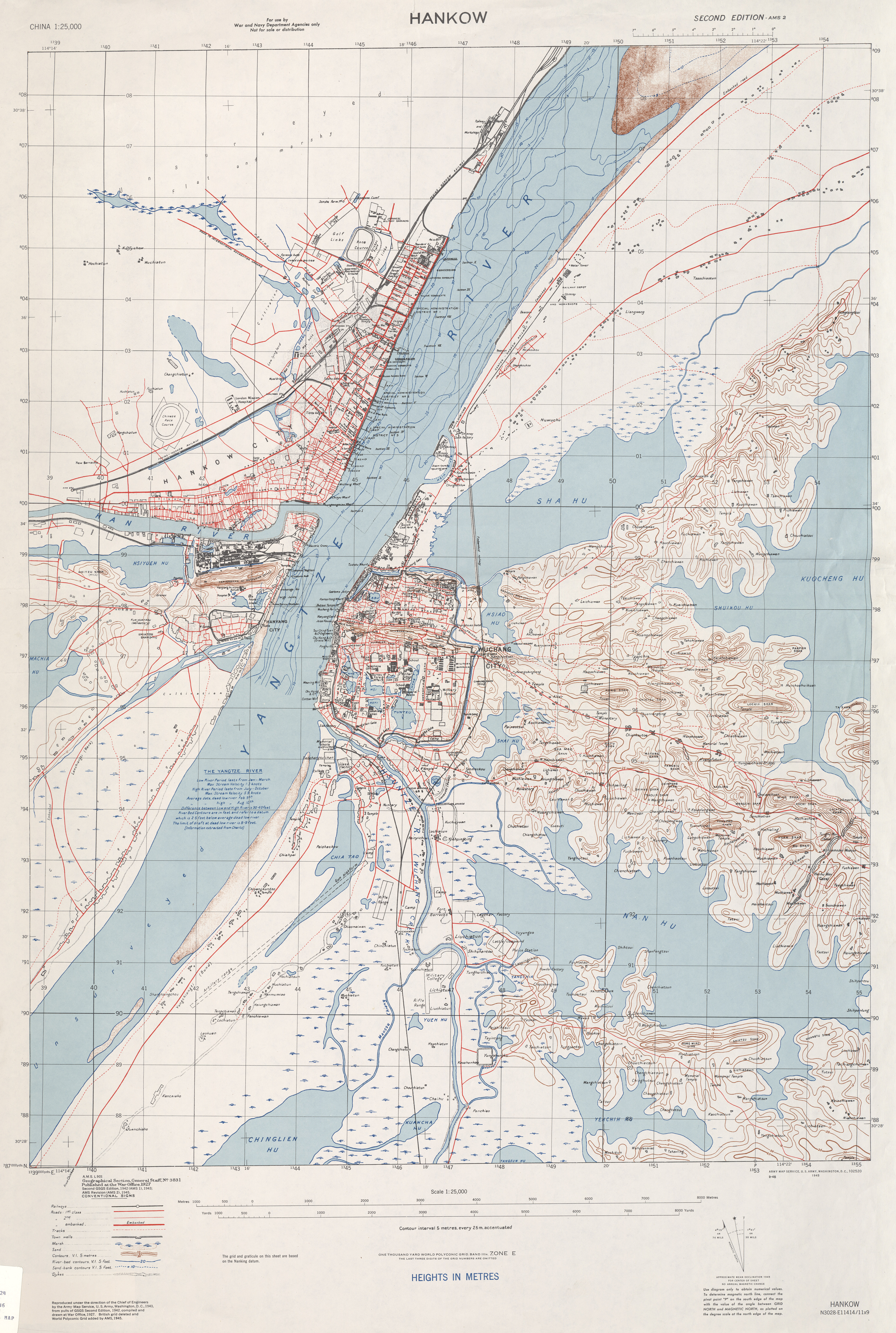
Карта Учана, Ханькоу и Ханьяна. 1927 г.

К вечеру 27 августа Западная группа генерала Тан Шэнчжи (4, 7, 8 корпуса) вышла на сильно укрепленный рубеж, где противник использовал мелкие реки и озера. 28 августа 4-й корпус начал наступление вдоль железной дороги на Сяньнин, но неожиданно был контратакован с запада; противник все же был разбит и понес большие потери: около 2 тысяч убитых и потонувших и около 5 тысяч пленных. К следующему сражению У Пэй-фу сосредоточил крупные силы в междуозерном дефиле Лянцзиху — Хуантанху (в 40 — 50 км к югу от Учана): одну пехотную дивизию и две смешанные бригады. 30 августа уеной больших потерь и напряженного боя 4-й корпус прорвался через озерное дефиле и разбил последний резерв У Пэй-фу. 7-й корпус только через сутки подошел к месту боя.

## Штурмы
Учан, обнесённый старой крепостной стеной, был сильным оборонительным объектом. Его гарнизон насчитывал в общей сложности более 10 тысяч человек. 4-й корпус приблизился к Учану 31 августа, 7-й и 8-й корпуса — лишь к исходу 1 сентября, поэтому план штурма Учана был сорван. Вследствие плохой подготовки войск к штурму и отсутствия централизованного руководства не было заготовлено достаточного количества лестниц, отсутствовало взаимодействие между штурмующими войсками, поэтому 2 сентября попытка с ходу взять Учан силами 4 и 7 корпусов и 2 пехотной дивизии 1 корпуса не удалась. 
В этот же день под Учан прибыли главнокомандующий НРА Чан Кайши, главный военный советник В. К. Блюхер и командующий Западной группой войск генерал Тан Шэнчжи. На совещании высшего командования было принято решение повторить штурм города.
Под общей командой генерала Тан Шэнчжи 2-я дивизия 1-го корпуса должна была атаковать город с северо-востока, упираясь правым флангом в Янцзы, 4-й корпус — с юга, а 7-й корпус (2-я и 3-я дивизии) — с запада, упираясь левым флангом в Янцзы. Артиллерия не была подготовлена к штурму, а для войск, лишенных артиллерии, крепостные стены Учана представляли серьёзное препятствие.
Повторный штурм Учана начался в 3 часа утра 5 сентября. Несмотря на ряд частных успехов (прорыв за стену города 6-го полка 2-й дивизии) и усилия советских военных советников, непосредственно участвовавших в штурме, Учан взять не удалось. 7-й корпус остался верен себе, ограничился наблюдением и перестрелкой. В результате 2-я дивизия 1-го корпуса потеряла 300 человек, 4-й корпус — 500 и 7-й корпус — около 100 человек.

## Блокада

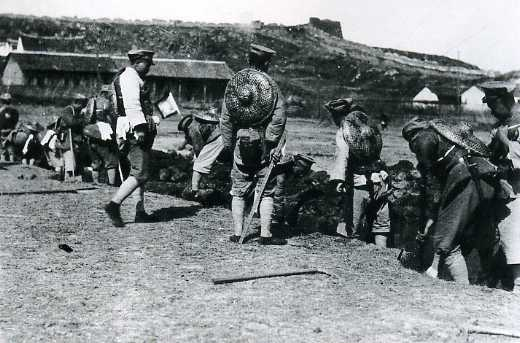
Солдаты НРА в траншеях вокруг Учана

6 сентября вечером на совещании командиров корпусов у главнокомандующего было утверждено предложение Тан Шэнчжи не штурмовать Учан, а окружить войсками 4-го корпуса. 8-й корпус взял на себя миссию овладеть Ханькоу и Ханьяном. 7-го вечером командир 8-го корпуса прислал донесение о форсировании Янцзы и захвате Ханьяна и Ханькоу. Перешедшие на сторону гоминьдановцев войска противника были преобразованы в 15-й корпус НРА. 4-й корпус блокировал Учан обсервационным порядком, то есть никто не мог войти и выйти из города.
Активные действия против гарнизона города осуществляла авиация (два самолета), сбрасывая бомбы на позиции противника, а также артиллерия. За время 35-й дневной блокады на город было сброшено около 200 пудов бомб и выпущено до 4 тысяч снарядов калибра 75—76 мм.
18 сентября штаб армии предъявил обороняющемуся противнику ультиматум: сдаться в течение 24 часов. Ультиматум был отклонён. Утром 21 сентября 4 корпус снова штурмовал город. Были проведены три безрезультатные атаки на позиции противника. Так как атакующие понесли большие потери, решили вместо этого подводить под стены сапы и закладывать мины. Более 100 горняков рыли сапы в трёх местах. Рабочие железной дороги Гуандун-Ханькоу пригнали бронепоезд в район станции Тунсянмэнь для прикрытия войск и координации действий с горняками. 1 октября защитники Учана, обнаружив подводившиеся сапы, провели вылазку, пытаясь разрушить сапу. Одна из групп устремились в район станции Тунсянмэнь, где повредила бронепоезд.
В блокированном гарнизоне стала ощущаться острая нехватка продовольствия и боеприпасов, падал боевой дух, поэтому с 6 октября некоторые командиры в частном порядке стали вести переговоры о сдаче вверенных им частей. Вечером 9 октября было решено впустить в город гоминьдановские войска. На рассвете 10 октября были открыты ворота Тунсян, ворота Чжунхэ и ворота Баоань, через которые вошли подразделения НРА и завязали бои возле зданий губернатора, Военной академии и других местах. После непродолжительного сопротивления солдаты, остававшиеся верными У Пэйфу, сдались.

## Результаты
10 октября, в день 15-й годовщины Учанского восстания 1911 года, Учан пал. Его захватом завершился разгром войск У Пэйфу в провинции Хубэй. Было захвачено более десяти горных пушек, более 100 пулеметов, более 20 тысяч винтовок и большое количество других предметов военного назначения. За время блокады 4-й корпус НРА потерял более 2000 офицеров и солдат.
В сентябре 1926 года основные силы НРА были направлены в провинцию Цзянси против милитариста Сунь Чуаньфана, контролировавшего пять провинций восточного Китая. В ноябре 1926 года был занят Наньчан, центр провинции Цзянси, и здесь обосновалась военная ставка Чан Кайши. К концу 1926 года была занята провинция Фуцзянь.